# Kurinjipadi
Kurinjipadi is een panchayatdorp in het district Cuddalore van de Indiase staat Tamil Nadu. 

## Demografie
Volgens de Indiase volkstelling van 2001 wonen er 23.159 mensen in Kurinjipadi, waarvan 51% mannelijk en 49% vrouwelijk is. De plaats heeft een alfabetiseringsgraad van 66%. 